# Parque Akatsukayama
El Parque Akatsukayama (en japonés: 赤塚山公園 Akatsukayama Pāku) es un parque que combina colecciones de animales domésticos, y peces raros con un jardín botánico dedicado al ocio y el disfrute del público en general, con 25,10 hectáreas de extensión, que se encuentra en Toyokawa, prefectura de Aichi, Japón.

## Localización
Akatsukayama Pāku Eguchi-machi 3-15-3, Toyokawa-shi, Aichi-Ken 447-0825, Honshu-jima Japón.
Planos y vistas satelitales.34°50′50″N 137°21′28″E / 34.84722, 137.35778
- Altitud: 60 a 356 m s. n. m. (la mayor altura de la zona es el monte Ishimaki que domina el parque)
- Temperatura media anual: 16,4 °C
- Precipitaciones medias anuales: 1 156 mm

## Historia
En julio del 1993 se efectúa la apertura del parque.
En julio de 1995 se realiza la apertura de pequeño zoológico "algunos o Aniani" donde se albergan animales domésticos. Actualmente es una de las atracciones más populares entre los padres y sus hijos.
En abril de 1997 se abren el jardín del iris japonés, y el jardín de los ciruelos.
En julio del 2003 se completó el área Miyachi.

## Colecciones
Es un parque muy popular entre los niños y las familias completas pues es un aquarium, un pequeño zoo de animales domésticos y un jardín floral.
En los jardines están compuestos principalmente del jardín de los Iris (iris japoneses Iris ensata) y un jardín del ume (albaricoque japonés Prunus mume ). A finales de 1998, cerca de 5.500 iris fueron plantados aquí. En junio el jardín se cubre por todas partes con las flores del iris japonés.
Hay cerca de 240 árboles de ume en el jardín del ume, con unas 25 variedades. En marzo, se produce una explosión floral.

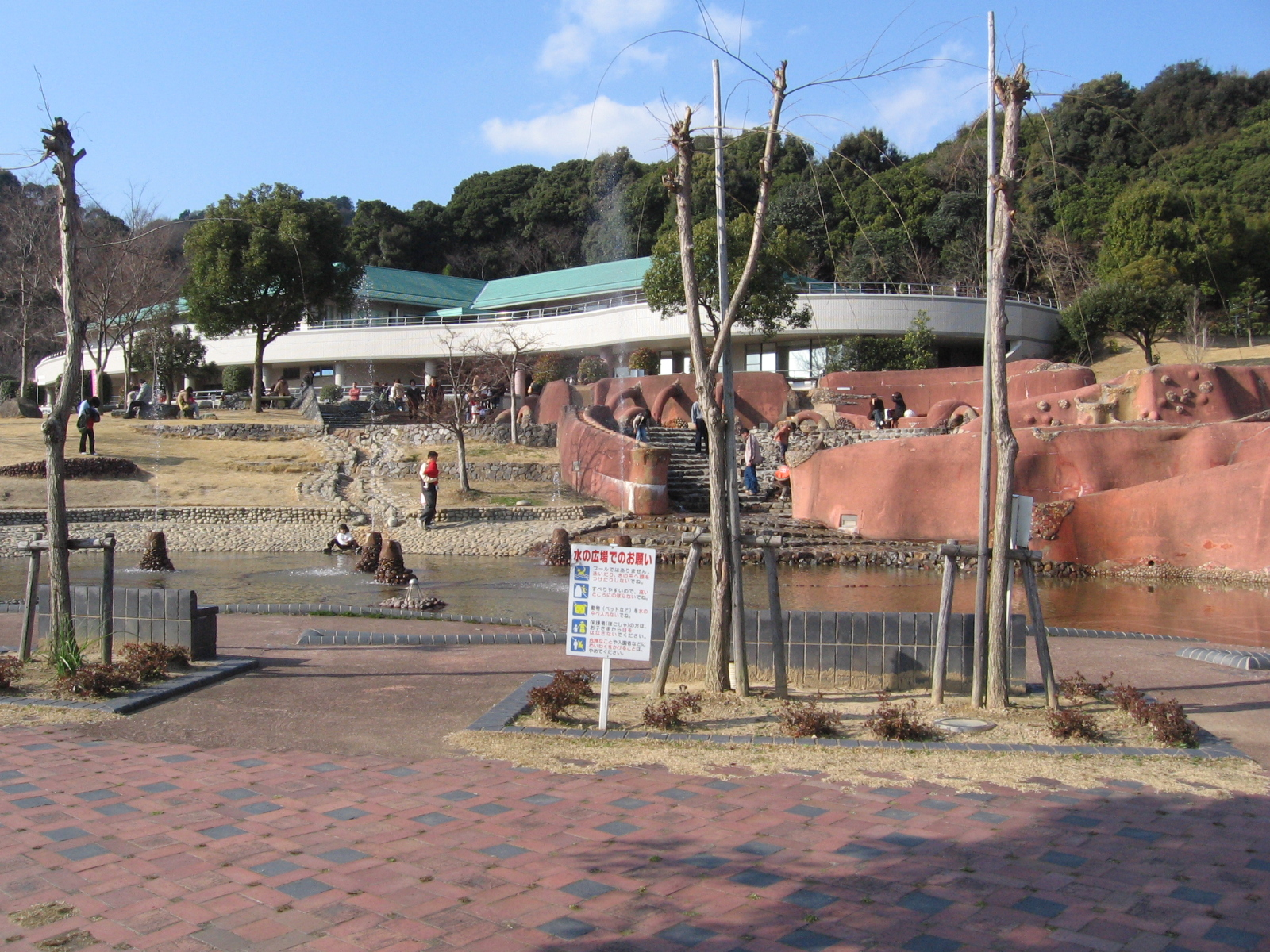
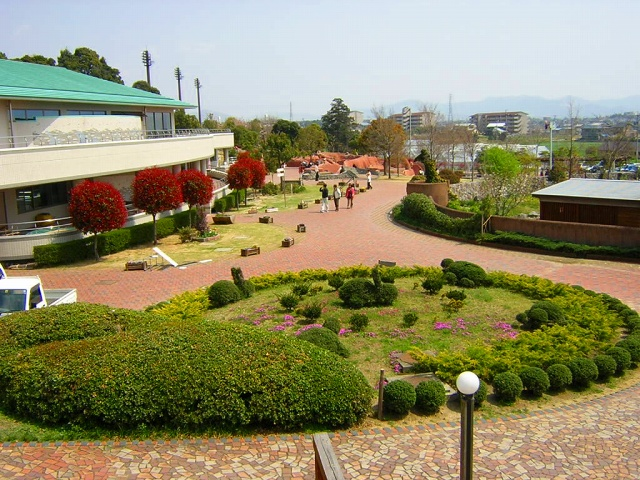
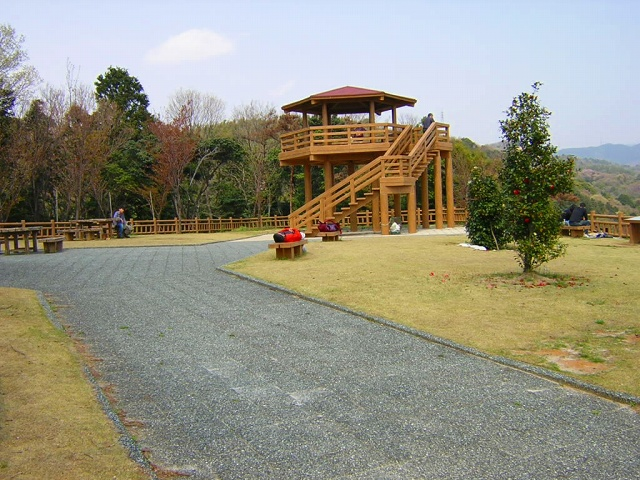
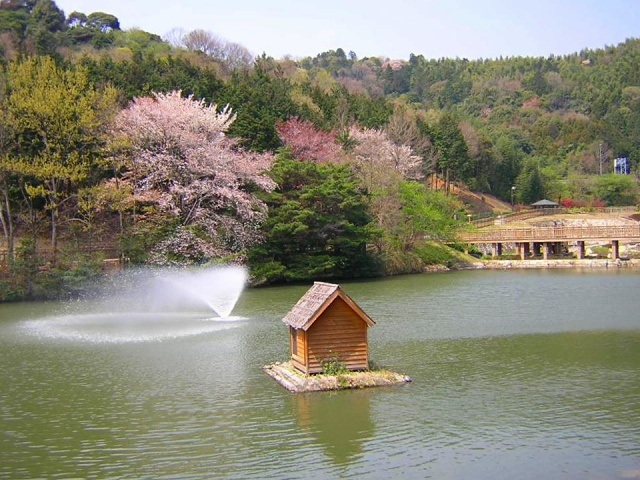